# A320 (Frankrijk)
De Autoroute A320 (kortweg A320) is een Franse autosnelweg in de regio Grand Est. Het is een vrij korte autosnelweg die in hoofdzaak de verbinding tussen de Franse A4 en de Duitse A6 vormt.
Oorspronkelijk was de A320 als A32 genummerd en verliep deze verder over de huidige A4 tot Metz. Het nummer werd in 1996 gewijzigd toen het gedeelte van de A4 vanaf Freyming-Merlebach richting Straatsburg voor het verkeer werd opengesteld.
Over de gehele lengte geldt een maximumsnelheid van 110 km/h. Voor het gebruik van deze Autoroute is geen tol verschuldigd.